# Coriaria sarmangusta
Coriaria sarmangusta är en tvåhjärtbladig växtart som beskrevs av Harry Howard Barton Allan. Coriaria sarmangusta ingår i släktet Coriaria, och familjen Coriariaceae. Inga underarter finns listade i Catalogue of Life.